# БРЕМ-2
БРЕМ-2 — радянська і українська броньована ремонтно-евакуаційна машина, створена на базі БМП-1 в 1986 році.
БРЕМ-2 сконструйована в Конструкторсько-технологічному центрі МО СРСР в м. Київ. Випускається на базі несправних БМП-1.

## Призначення
Машина призначена для евакуації пошкоджених бойових машин піхоти.
Є рухомим засобом технічного забезпечення бойових підрозділів, на озброєнні яких знаходяться бойові машини піхоти БМП-1, БМП-2.

## Улаштування
БРЕМ-2 виконана на базі БМП-1, має протикульовий броньовий захист, високу прохідність і маневреність, долає водні перешкоди вплав, оснащена засобами маскування, захисту від ЗМУ і ЗПН, озброєна кулеметом, що дозволяє вести вогонь по повітряних і наземних цілях.
Для евакуаційних робіт БРЕМ-2 обладнана лебідкою, буксирним кронштейном і штангами жорсткого зчеплення.
Закріплення машини на ґрунті здійснюється за допомогою сошника.
Вантажопідйомні роботи БРЭМ-2 здійснює за допомогою стрілоподібного поворотного крана, дообладнаного тросами-стягуваннями, над дахом розміщена вантажна платформа з відкидними бортами для перевезення вантажів і запасних частин.
БРЭМ-2 має електрозварювальне устаткування для різання і зварювання сталевих конструкцій.

## Тактико-технічні характеристики
- Запас ходу, км: 
  - на сухій ґрунтовій дорозі 80–112
  - на шосе 77–84
- Середня витрата масла на 100 км, л 2.8
- Середня витрата палива на 100 км, л:
- Максимальна швидкість пересування, км/год: 
  - на плаву 7
  - по суші 65

- Дорожній просвіт, мм, не менше 370
- Ширина по гусеницях, мм 2850
- Габарити, мм 6 735
- Питомий тиск на ґрунт, Мпа (кгс.см²) 0.066 (0.65)
- Екіпаж, чол. 4
- Повна бойова маса, т 13.6+2 %
- Тип машини гусенична, броньована, плаваюча, може перевозитися будь-якими видами транспорту
- по шосе 550—600
- по сухій ґрунтовій дорозі 400—570
- Здолані перешкоди: 
  - максимальний кут підйому (спуску), град 35
  - ширина рову, м 2.5
  - висота стінки, м 0.7
- Кранова установка:
- вантажність, тс 1.5
- виліт стріли від борту машини, мм 500–2 000
- висота підйому гака, мм 3 500– 4 400
- кут повороту, град 270
- Електрозварювальне обладнання: 
  - діапазон регулювання зварювального струму, А 80–300
  - діаметр електрода, мм 2–6

## Опис конструкції

### Спеціальне обладнання
- Механічна тягова лебідка.
  - Тягове зусилля — 6500 кгс (19500 с поліспастом),
  - довжина троса — 150 м.
- Поворотний вантажний стріловий кран.
  - Вантажопідйомність кранової установки — 1,5 т,
  - кут повороту крана — 270°,
  - вантажопідйомність вантажної платформи — 1,5 т.
- Сошники для закріплення машини на місцевості.
- Буксирний пристрій.
- Електрозварювальна апаратура.
  - Штатний генератор — ВГ-7500.
- Комплект пристосувань і спеціальних ключів для ремонту.

## Оператори
- СРСР
- Білорусь
- Росія
- Індонезія — 3 одиниці БРЕМ-2, станом на 2012. Поставлені з України в 1997 році[1]
- Україна — деяка кількість БРЕМ-2, станом на 2012.